# SKE48のマジカル・ラジオ
『SKE48のマジカル・ラジオ』（エスケーイーフォーティーエイトのマジカル・ラジオ）は、日本テレビで2011年から2013年まで放送されていた深夜ドラマ・バラエティ番組。続編にあたる『SKE48のマジカル・ラジオ2』・『SKE48のマジカル・ラジオ3』についても、本項目で併せて記述する。

## 概要
SKE48初の東京キー局でのレギュラー冠番組。
名古屋の架空のラジオ局「ラジオしゃちほこ」で放送されている深夜番組『マジカル・ラジオ』を舞台にしたシットコム。
ドラマを中心にアドリブも含まれ、シチュエーションを活かしたゲームやドッキリなどのバラエティ企画も行われる。

## あらすじ
SKE48のマジカル・ラジオ
明音がパーソナリティを務める『明音のマジカル・ラジオ』は聴取率がほぼ0%で打ち切りの危機に瀕していた。そのテコ入れ策として、ディレクターの玲奈は元人気子役の珠理奈を新たなパーソナリティとして迎えた。新たに『珠理奈・明音のマジカル・ラジオ』として番組をリニューアルして起死回生を図るが…。
SKE48のマジカル・ラジオ2
1年後。「ラジオしゃちほこ」の看板番組にまで成長した『マジカル・ラジオ』に再び危機が迫る。パーソナリティである珠理奈が女優の道を目指し芸能界に復帰した。更にはディレクターの玲奈が謎の失踪を遂げてしまう…。
SKE48のマジカル・ラジオ3
半年後。またも低聴取率番組となった『マジカル・ラジオ』の巻き返しを図るため、「ラジオしゃちほこ」の社長の娘の強引な提案によりガールズバンドを結成することになる…。

## 出演者
松井珠理奈（SKE48・AKB48）
『マジカル・ラジオ』新パーソナリティ。
かつては、視聴率40%を叩き出したドラマ『味なき子』に子役として出演していた。しかし、そのイメージをなかなか払拭できず、その後は活躍の場に恵まれなかった。
打ち切り寸前の『マジカル・ラジオ』の起死回生の策として、新たに番組パーソナリティに起用された。
精神的に追い詰められると、イタコばりの憑依が起きる。
season2では、女優の道を目指し芸能界に復帰した。
season3では、テレビドラマ『ういろう夫人』に「綾小路涙」役で主演している。
松井玲奈（SKE48）
『マジカル・ラジオ』ディレクター。
ディレクターとして初めて任されたのがこのラジオ番組。高校2年生の頃に失恋の相談メールをラジオ番組に送ったことで救われたことがある。それ以降、ラジオをこよなく愛するようになる。
気持ちが高まると、喋りが名古屋弁になる。激しい妄想癖の持ち主であり、毎回自身の顛末について妄想する。しかし、声に出してしまうため、周りには筒抜けである。
season2では、謎の失踪を遂げている。
season3では、「ラジオしゃちほこ」の編成部長に昇進し「編成の鬼」と呼ばれるが、裏では『マジカル・ラジオ』のリニューアルを試みている。編成部長専用の技として、『ドラゴンボール』に出てくる様な技を披露することもある。
高柳明音（SKE48）
『マジカル・ラジオ』パーソナリティ。
ロリータ・ファッションを好んで着ている。いくつもの番組でパーソナリティを務めた年齢不詳のお局パーソナリティ。
感情の起伏が激しい。
見た目に反して実家が貧乏であり、アルバイトを掛け持ちして生計を立てている。
三人の妹がいる。白音（金子栞）、黒音（加藤るみ）、青音（原望奈美）。
小木曽汐莉（SKE48）
『マジカル・ラジオ』AD。
真面目な性格。仕事に熱心で男気を見せることもある。「〜ッス」が口癖。
明音に対する思いをなかなか伝えられない若林にたびたびアドバイスをしている。
実家が拳法道場を運営しており、有機野菜を作って自給自足の生活をしている。
本人にも武術の心得はあるがあまり披露されない。
木本と交代で出演することが多かったが、season2第4話以降は2人そろって出演している。
木本花音（SKE48）
『マジカル・ラジオ』AD。
仕事にはあまり懸命ではない癒し系。
爺やが車（世界に数台しかないというロールス・ロイス・ファントムシルヴァースピリット）で迎えに来たり、父親の誕生日に花火を40000発打ち上げたり、ハワイ諸島に自身の名前を冠した「カノン島」を所有するほどのお嬢様。
実は、マサチューセッツ工科大学物理学科を飛び級で卒業するほどの秀才。そのため、周りからは「あなたほどの人が何でラジオ局のADやってるの?」と言われている。
12日間連続で徹夜で過ごしても平気であったり、シェイクスピアの舞台の台本を数秒で全て読み終え、その後わずか10秒足らずでアレンジ版を作るなど、超人的な行動を見せる。
小木曽と交代で出演することが多かったが、season2第4話以降は2人そろって出演している。
若林正恭（オードリー）
『マジカル・ラジオ』構成作家。
愛称は「若チン」。
かつては、明音のラジオを聴いていたハガキ職人。
ハガキ職人だった頃のラジオネームは「鼻毛10メーター」。
明音に思いを寄せていたが、season2でフッてしまった。
鬼丸二朗 - 佐藤二朗
『マジカル・ラジオ』プロデューサー。
非常に脱力系。
放送終了後には番組が打ち切られることを望むような発言が目立つ。
かなりの恐妻家である。
season2ではプロデューサー業に専念するが、ひた隠しにしていた浮気が妻にバレてしまい、離婚した。
以前は「伝説のDJ・二朗」と呼ばれたほどのカリスマDJだった。
劇中で使用しているサングラスは自前である。
以下はseason2からレギュラー出演。いずれもseason1では、ゲスト出演の経験がある。
矢神久美（SKE48）
『マジカル・ラジオ』新ディレクター。
失踪した玲奈に代わり、ディレクターに起用された。
緊張しやすい体質で、極度に緊張すると白目を剥いてしまう。
感情が高ぶるとヘヴィメタルの血が騒ぐ。
木﨑ゆりあ（SKE48）
『マジカル・ラジオ』新パーソナリティ。
女優の道に進んだ珠理奈に代わり、パーソナリティに抜擢された。
思ったことをすぐ口にしてしまう。
先祖がルーマニアで魔女をやっていたこともあり、一日に一度だけ超能力を使うことができる。
さらに別の先祖はドラキュラ伯爵だったため、疲れると犬歯が牙に変わる。血液の代わりにトマトジュースを飲むと元に戻る。
秦佐和子（SKE48）
『マジカル・ラジオ』構成作家見習い。第4話より登場。
「筋肉マン太郎」という名でラジオ職人をしていたが、その非凡な才能を見出されて『マジカル・ラジオ』に迎え入れられた。
若林に思いを寄せている。
感情が高ぶると、喋りが関西弁になる。
サブカルチャーに精通しており、会話の中で辛酸なめ子やせきしろなど極一部の層にしか知られていない人物名を挙げるため、他のメンバーと話が合わない事が多い。
以下はseason3からレギュラー出演。
北原里英（AKB48・SKE48）
「ラジオしゃちほこ」の社長令嬢。
帰国子女で音楽好きのワガママなお嬢様であり、強引な提案でガールズバンドを結成する。
一応歌手デビューはしているらしいが、歌詞のセンスは壊滅的。
実は、元歌手で行方不明になった母親を探すために、バンド活動をしていたことが判明する。
市琴出来留（菅なな子）という秘書がいる。
その他、リスナーなどの役をSKE48のメンバーが週替わりで演じる。

## 放送時間
| シリーズ                 | 放送時間            | 放送期間                        |
| ------------------------ | ------------------- | ------------------------------- |
| SKE48のマジカル・ラジオ  | 火曜日25:29 - 25:59 | 2011年10月11日 - 2011年12月27日 |
| SKE48のマジカル・ラジオ2 | 火曜日24:59 - 25:29 | 2012年4月3日 - 2012年6月26日    |
| SKE48のマジカル・ラジオ3 | 日曜日25:30 - 26:00 | 2013年1月20日 - 2013年4月7日    |

※特別編成等で放送時間が変更される場合もある。

## 放送日程

### SKE48のマジカル・ラジオ
| 回 | 放送日          | サブタイトル                                                        | ゲスト出演          | ゲスト出演                                                                                      | ゲスト出演                             |
| 回 | 放送日          | サブタイトル                                                        | AD役準レギュラー    | SKE48ゲスト                                                                                     | その他ゲスト                           |
| -- | --------------- | ------------------------------------------------------------------- | ------------------- | ----------------------------------------------------------------------------------------------- | -------------------------------------- |
| 1  | 2011年 10月11日 | 聴取率0%! 打ち切り寸前の深夜ラジオ番組に今宵救いの女神が舞い降りた! | 小木曽汐莉          | 中西優香（リスナー）                                                                            | -                                      |
| 2  | 10月18日        | 数字が悪けりゃ即打ち切り! 愛と勇気の新コーナーで奇跡を起こせ!       | 木本花音            | 出口陽（リスナー）                                                                              | -                                      |
| 3  | 10月25日        | ラジオしゃちほこの七不思議! 怪奇現象の正体は謎のゴーストDJ!         | 小木曽汐莉          | 秦佐和子（謎の少女）                                                                            | -                                      |
| 4  | 11月1日         | 汗と涙の貧乏番組脱出大作戦! 金持ちスポンサーをゲットせよ!           | 木本花音            | 柴田阿弥（リスナー）                                                                            | 上地春奈（スポンサー）                 |
| 5  | 11月8日         | 今夜はパジャマパーティー! 恋に恋する玲奈の告白大作戦!               | 木本花音            | 小野晴香（鬼丸Pの鬼嫁）                                                                         | 春日俊彰（オードリー、宅配業者）       |
| 6  | 11月15日        | 立てこもり犯が生放送を占拠! 事件はラジオ局で起こっている…のか!?     | 小木曽汐莉          | 木﨑ゆりあ（漫画家アシスタント）                                                                | 今野浩喜（キングオブコメディ、漫画家） |
| 7  | 11月22日        | 大ヒット祈願! うれし恥ずかし珠理奈8年ぶりの映画主演で大騒ぎ!        | 小木曽汐莉          | 高田志織（リスナー）                                                                            | -                                      |
| 8  | 11月29日        | マジカルラジオ密室事件! 完全犯罪の真犯人は…オマエだ!                | 木本花音            | 金子栞・原望奈美・加藤るみ（明音の妹）                                                          | -                                      |
| 9  | 12月6日         | 時をかける美少女、現る! バック・トゥ・ザ・フューチャー大作戦!       | 木本花音            | 矢神久美（謎の少女） 平松可奈子（カレー屋店員）                                                 | -                                      |
| 10 | 12月13日        | まさかのラジオアワード受賞! 玲奈、ド緊張のスピーチで大ピンチ!       | 小木曽汐莉          | 石田安奈（クリーニング店員）                                                                    | 與那嶺茂人（足ツボ名人）               |
| 11 | 12月20日        | 愛と涙のクリスマスパーティー! 聖なる夜になぜか…小悪魔!?             | 小木曽汐莉          | 須田亜香里（若林の彼女）                                                                        | -                                      |
| 12 | 12月27日        | さらばマジカルラジオ! 涙の最終回に奇跡は起こるのか!?                | 小木曽汐莉 木本花音 | 木﨑ゆりあ（漫画家アシスタント） 中西優香（リスナー） 矢神久美（謎の少女） 秦佐和子（謎の少女） | 吉田照美（???）                        |

season1 各回ネタバレ
| 回 | 松井珠理奈に降臨した歴史上の人物                          | 設定ネタバレ |
| -- | --------------------------------------------------------- | --- |
| 1  | マリリン・モンロー                                        | |
| 2  | マリー・アントワネット                                    | |
| 3  | -                                                         | 秦佐和子（DJにあこがれる霊・薄井幸（うすい さち）） |
| 4  | フローレンス・ナイチンゲール                              | 上地春奈（スポンサー・具志堅ハブ美（ぐしけん ハブみ）） |
| 5  | オードリー・ヘプバーン                                    | |
| 6  | チャールズ・チャップリン                                  | 今野浩喜（漫画家・ドリ山アキラ（ドリやま アキラ）） 木﨑ゆりあ（漫画家アシスタント・ベタ ヌリエ）                                                                     |
| 7  | -                                                         | |
| 8  | シャーロック・ホームズ （作者・アーサー・コナン・ドイル） | 金子栞（明音の妹・高柳白音（たかやなぎ しろね）） 原望奈美（明音の妹・高柳青音（たかやなぎ あおね）） 加藤るみ（明音の妹・高柳黒音（たかやなぎ くろね））             |
| 9  | 紫式部                                                    | 矢神久美（明音の曾祖母・時掛益代（ときかけ ますよ）） 若林正恭（明音の曾祖父・高柳明之介（たかやなぎ あかのすけ）） 平松可奈子（カレー屋店員・冥土萌（めいど もえ）） |
| 10 | -                                                         | 石田安奈（クリーニング店員・千田久美（せんた くみ）） |
| 11 | -                                                         | 須田亜香里（詐欺師・小悪魔子（こあく まこ）） |
| 12 | -                                                         | 吉田照美（ボス） |

### SKE48のマジカル・ラジオ2
| 回     | 放送日        | サブタイトル                                                            | ゲスト出演                                         | ゲスト出演                                                            | ゲスト出演                                         |
| 回     | 放送日        | サブタイトル                                                            | AD役準レギュラー                                   | SKE48ゲスト                                                           | その他ゲスト                                       |
| ------ | ------------- | ----------------------------------------------------------------------- | -------------------------------------------------- | --------------------------------------------------------------------- | -------------------------------------------------- |
| 特別版 | 2012年 4月3日 | （第1シーズンのダイジェスト、第2シーズンのPRなど）                      | （第1シーズンのダイジェスト、第2シーズンのPRなど） | （第1シーズンのダイジェスト、第2シーズンのPRなど）                    | （第1シーズンのダイジェスト、第2シーズンのPRなど） |
| 1      | 4月10日       | 帰ってきたヤツら! でも玲奈が失踪!? 今夜も波乱の幕開けだがや!            | 小木曽汐莉 木本花音                                | -                                                                     | -                                                  |
| 2      | 4月17日       | サプライズパーティーで大騒ぎ! ゆりあの超能力が奇跡を起こすのか!?        | 木本花音                                           | 大矢真那（総務課）                                                    | -                                                  |
| 3      | 4月24日       | 常連ハガキ職人は謎の美少女? ラジオしゃちほこに恋の嵐!?                  | 小木曽汐莉                                         | 原望奈美（謎の少女）                                                  | -                                                  |
| 4      | 5月1日        | 季節外れの台風到来! 謎の危険生物パカオくんを捕獲せよ!                   | 小木曽汐莉 木本花音                                | 桑原みずき（動物園飼育員）                                            | -                                                  |
| 5      | 5月8日        | 人気絶頂アイドルがやってきた! 玲奈も一緒に大暴れだがや!                 | 小木曽汐莉 木本花音                                | 須田亜香里（アイドル）                                                | -                                                  |
| 6      | 5月15日       | ユリアゲラーが世界進出! VS謎のサイボーグ!?                              | 小木曽汐莉 木本花音                                | 中西優香（科学者） 加藤るみ・岩永亞美・新土居沙也加・藤本美月（記者） | 山里亮太（南海キャンディーズ、追手）               |
| 7      | 5月22日       | ロミオとジュリエットとオスカル!? トラブル続きのかくし芸…主役は誰の手に? | 小木曽汐莉 木本花音                                | 石田安奈・矢方美紀（実行委員）                                        | -                                                  |
| 8      | 5月29日       | 鬼丸P倒れる! フランスから来た敏腕プロデューサーはトレビアン!?           | 小木曽汐莉 木本花音                                | 出口陽（看護師） 向田茉夏（秘書） 若林倫香（リスナー）                | 池田鉄洋（プロデューサー）                         |
| 9      | 6月5日        | おかえり珠理奈! 嗚呼、憧れのハワイ旅行…のはずが本気バトル!              | 小木曽汐莉 木本花音                                | -                                                                     | 與那嶺茂人（足ツボ名人）                           |
| 10     | 6月12日       | 明音の玉の輿お見合い大作戦! 恋のトライアングルついに決着!?              | 小木曽汐莉 木本花音                                | 原望奈美・平松可奈子・木下有希子（謎の少女）                          | -                                                  |
| 11     | 6月19日       | 消えた記憶と鍵を探し出せ! 超難解ミステリーに名探偵が大集結!?            | 小木曽汐莉 木本花音                                | 柴田阿弥（ラーメン屋店員）                                            | 小林克也（???）                                    |
| 12     | 6月26日       | マジカルラジオ最大の危機! 愛と友情とラジオが世界を救うのか?             | 小木曽汐莉 木本花音                                | -                                                                     | -                                                  |

season2 各回ネタバレ
| 回 | 松井玲奈の居場所 | 設定ネタバレ |
| -- | ---------------- | --- |
| 1  | 北海道           | |
| 2  | 沖縄県           | 大矢真那（総務課・みそじ つぼね） |
| 3  | 大阪府           | 原望奈美（ヘヴィメタルバンドメンバー・ナイトメア） |
| 4  | 北陸地方         | 桑原みずき（けものちゃん） |
| 5  | -                | 須田亜香里（河合ぶり子（かわい ぶりこ）） |
| 6  | -                | 中西優香（調部ますよ（しらべ ますよ）） 加藤るみ（根堀きくよ（ねほり きくよ））                                                                                        |
| 7  | インド           | 石田安奈（海老一染子（えびいち そめこ）） 矢方美紀（海老一染美（えびいち そめみ））                                                                                    |
| 8  | アメリカ合衆国   | 出口陽（いやし なごみ） 向田茉夏（マカロン） 池田鉄洋（プロデューサー・御仏鉄洋（みほとけ てつひろ））                                                                 |
| 9  | ハワイ           | |
| 10 | 北極             | 原望奈美（ヘヴィメタルバンドメンバー・ナイトメア） 平松可奈子（ヘヴィメタルバンドメンバー・ドクロヘッド） 木下有希子（ヘヴィメタルバンドメンバー・ブラッディーマリー） |
| 11 | -                | |
| 12 | -                | |

### SKE48のマジカル・ラジオ3
| 回 | 放送日         | サブタイトル                                                        | ゲスト出演                                                    | ゲスト出演           | ゲスト出演 |
| 回 | 放送日         | サブタイトル                                                        | SKE48ゲスト                                                   | その他ゲスト         | その他ゲスト |
| -- | -------------- | ------------------------------------------------------------------- | ------------------------------------------------------------- | -------------------- | --- |
| 1  | 2013年 1月20日 | 社長の娘は生意気なアイツ! 打ち切りピンチを救うのは…ガールズバンド!? | 菅なな子（秘書）                                              | 田中美奈子（劇中劇） | - |
| 2  | 1月27日        | ポスター撮影は仮装パーティー!? 緊急事態で壊れかけのレディオだがや!  | 加藤るみ（カメラマン）                                        | 田中美奈子（劇中劇） | - |
| 3  | 2月3日         | ゆりあに小さな恋のメロディ! 今夜はラブソング作るぞ大作戦            | -                                                             | 田中美奈子（劇中劇） | - |
| 4  | 2月10日        | あの大物作曲家登場のはずが…謎の未確認美少女襲来だがや!              | 矢方美紀（謎の少女） 佐藤実絵子・井口栞里（MIBメンバー）      | 田中美奈子（劇中劇） | 角田晃広（東京03、作曲家） ※@川島プロダクション所属、アイドルに曲を提供しているという、テレビ東京系ウレロ☆シリーズで角田が演じる作曲家の設定を踏襲している。 |
| 5  | 2月17日        | 運命のファーストライブ! トラブル続出で奇跡の恋歌誕生!?              | 出口陽（蜂駆除業者） 古畑奈和（経理課）                       | 田中美奈子（劇中劇） | - |
| 6  | 2月24日        | ライブ失敗でバンド解散!? 再就職はイバラの道だがや!                  | 中西優香（記者） 菅なな子（秘書）                             | 田中美奈子（劇中劇） | - |
| 7  | 3月3日         | ゆりあがモデルで大ブレイク!? ゴーイング・マイ・ランウェイ!          | 須田亜香里・木下有希子・大脇有紗（モデル） 古畑奈和（経理課） | 田中美奈子（劇中劇） | 與那嶺茂人（足ツボ名人） |
| 8  | 3月10日        | バイオハザードで大パニック! 名古屋ウォーキングデッドだがや!         | 大矢真那（総務課） 石田安奈（衛生局員） 斉藤真木子（研究者）  | 田中美奈子（劇中劇） | - |
| 9  | 3月17日        | 夢売るプロデューサー登場!? 昭和歌謡で念願のCDデビュー!              | 向田茉夏（マネージャー） 柴田阿弥・山下ゆかり（アーティスト） | 田中美奈子（劇中劇） | 児嶋一哉（アンジャッシュ、レコード会社社長） |
| 10 | 3月24日        | ゲストは博多からの刺客!? 玲奈のリニューアル大作戦!                  | 古川愛李（漫画家） 金子栞（オネエ） 菅なな子（秘書）          | 田中美奈子（劇中劇） | 村重杏奈・宮脇咲良・田島芽瑠・朝長美桜（HKT48） |
| 11 | 3月31日        | マジカルラジオの一番長い夜! マジカルラジオ・ラストオンエア?         | 梅本まどか（秘書） 菅なな子（秘書） 古畑奈和（経理課）        | 田中美奈子（劇中劇） | 田中美奈子（社長） |
| 12 | 4月7日         | 最終話…さよならマジカルラジオバンド! さよなら愛しき仲間たちよ!      | 菅なな子（秘書）                                              | 田中美奈子（劇中劇） | ボナ植木（ナポレオンズ、劇中劇） |

season3 各回ネタバレ
| 回 | 劇中歌                                     | 設定ネタバレ |
| -- | ------------------------------------------ | --- |
| 1  | 「My Revolution」                          | 田中美奈子（劇中劇・綾小路恐子（あやのこうじ きょうこ）） 菅なな子（秘書・市琴出来留（しごと できる））                                                                                   |
| 2  | 「壊れかけのRadio」                        | 加藤るみ（カメラマン・林家ピー子（はやしや ピーこ）） |
| 3  | 「まちぶせ」 「恋におちて -Fall in love-」 | |
| 4  | 「なんてったってアイドル」                 | |
| 5  | 「DESIRE -情熱-」                          | 出口陽（蜂駆除業者・壇々蜜（だんだんみつ）） 古畑奈和（経理課・歌宇麻衣（うたう まい））                                                                                                  |
| 6  | 「セーラー服と機関銃」                     | 中西優香（記者・味噌麻呂（みそまろ）） 菅なな子（秘書・市琴出来留（しごと できる）） |
| 7  | 「WAKU WAKUさせて」 「あゝ無情」           | 須田亜香里（モデル・AKARI（アカリ）） 木下有希子（モデル・YUKIKO（ユキコ）） 大脇有紗（モデル・ARISA（アリサ）） 古畑奈和（経理課・歌宇麻衣（うたう まい））                              |
| 8  | 「Get Wild」                               | 大矢真那（総務課・みそじ つぼね） 石田安奈（衛生局員・退治須流代（たいじ するよ）） 斉藤真木子（研究者・末土紗江子（まっど さえこ））                                                     |
| 9  | 「今すぐKiss Me」                          | 児嶋一哉（だがやレコード社長・引井越男（ひくい こしお）） 向田茉夏（マネージャー・久南多恵（くなん たえ）） 柴田阿弥（ザ・柿ピーナッツ・柿（かき）） 山下ゆかり（ザ・柿ピーナッツ・ピー） |
| 10 | 「男と女のラブゲーム」                     | 古川愛李（漫画家・絵描上手（えかき じょうず）） 金子栞（オネエ・SANKO（サンコー）） 菅なな子（秘書・市琴出来留（しごと できる））                                                         |
| 11 | 「MUGO・ん…色っぽい」                      | 田中美奈子（社長・マーガレット・ミナミ） 梅本まどか（秘書・キャロライン） 菅なな子（秘書・市琴出来留（しごと できる）） 古畑奈和（経理課・歌宇麻衣（うたう まい））                       |
| 12 | 「あなたに会えてよかった」                 | ボナ植木（ナポレオンズ、劇中劇・綾小路秀太郎（あやのこうじ しゅうたろう）） 菅なな子（秘書・市琴出来留（しごと できる））                                                                 |

## スタッフ
- 企画プロデュース：秋元康[注 4]
- 脚本：根本ノンジ
- 構成：三田卓人、岡田幸生（岡田→シーズン3 - ）
- TM：小椋敏宏
- SW：小林宏義
- カメラ：望月達史
- 音声：宮内貞
- VE：飯島友美
- LD：高橋正彦
- 美術プロデューサー：大川明子、山本澄子（山本→シーズン3 - ）
- 美術デザイン：熊崎真知子、柿崎愛子（柿崎→シーズン3 - ）
- 大道具：田中康之
- 電飾：佐藤勉（シーズン3 - ）
- 小道具：伊沢英樹
- 持ち道具：三野尚子
- 筆耕：篠田賢也（シーズン3 - ）
- スタイリスト：末高陽子
- 衣裳：栗田佐智子
- メイク：奥松かつら
- 編集：木村有宏
- MA：阿世知貴彦
- 音効：中村由紀
- 音楽：浅田秀之（シーズン3 - ）
- テーマ曲：大久保晶文
- CG：森三平
- イラスト：石橋加奈子
- 協力：hp、DULTON、Debonghi
- 編成企画：植野浩之
- 編成：伊藤加寿子（シーズン3 - ）
- 宣伝：玉造昌和（シーズン3 - ）
- デスク：富重裕子
- TK：山沢啓子
- 企画協力：窪田康志（AKS、窪田→シーズン3 - ）、佐野裕一（田辺音楽出版）
- 「マジカル・ラジオ」製作委員会：向笠啓祐、茶ノ前香、宮崎孝行、佐藤麻衣（茶ノ前以外→シーズン3 - ）
- AP：小宮有加里
- AD：臼杵仁絵（シーズン3 - ）
- ディレクター：池山喜勇、二村啓太（共に、シーズン3 - ）
- 助監督：和島朋美（シーズン3 - ）
- 演出：橋本和明、山田勇人、水口智就（全員シーズン2までは、ディレクター）
- プロデューサー：毛利忍[注 5]、齋藤匠、石原牧子（石原→シーズン3 - ）
- チーフプロデューサー：面高直子
- 制作協力：acro
- 企画・制作：日本テレビ
- 製作著作：「マジカル・ラジオ」製作委員会〈日テレ / VAP〉

### 過去のスタッフ
- VE：高橋卓
- 編成企画：池田健司
- 編成：穂積武信、脇山浩一
- 宣伝：友定紘子
- 企画協力：湯浅洋（ピタゴラス・プロモーション）
- 「マジカル・ラジオ」製作委員会：小林将高、新井寛太朗
- AD：藤野貴宏
- プロデューサー：遠藤弘子（以前は、AP）

## DVD
VAPからDVDが発売されている。
- SKE48のマジカル・ラジオ DVD-BOX 初回限定豪華版（2012年2月29日発売 VPBF-14962）
  - 仕様：本編ディスク3枚＋特典ディスク1枚/4枚組（本編約271分＋特典映像約159分）
  - 封入特典 - 24Pブックレット・ラジオしゃちほこ入構証（松井珠ver.・松井玲ver.・高柳ver.）・ラジオしゃちほこネックストラップ
- SKE48のマジカル・ラジオ DVD-BOX 通常版（2012年2月29日発売 VPBF-14963）
  - 仕様：3枚組（本編約271分＋特典映像約62分）
  - 封入特典 - 24Pブックレット・ラジオしゃちほこ入構証（松井珠ver.・松井玲ver.・高柳ver.・小木曽ver.・木本ver.の計5種のうち1枚ランダム封入及び数量限定メンバー直筆サイン入り）

- SKE48のマジカル・ラジオ2 DVD-BOX 初回限定豪華版（2012年9月7日発売 VPBF-14979）
  - 仕様：本編ディスク3枚＋特典ディスク1枚/4枚組（本編約276分＋特典映像）
  - 封入特典 - 24Pブックレット・ラジオしゃちほこ入構証（矢神ver.・木﨑ver.・秦ver.）・ラジオしゃちほこ手帳&シール
- SKE48のマジカル・ラジオ2 DVD-BOX 通常版（2012年9月7日発売 VPBF-14980）
  - 仕様：3枚組（本編約276分＋特典映像）
  - 封入特典 - 24Pブックレット・ラジオしゃちほこ入構証（初回限定版の3種のうち1枚ランダム封入）

- SKE48のマジカル・ラジオ3 DVD-BOX 初回限定豪華版（2013年8月2日発売 VPBF-10929）
  - 仕様：本編ディスク3枚＋特典ディスク1枚/4枚組（本編約276分＋特典映像）
  - 封入特典 - 24Pブックレット・貼り紙かるた
- SKE48のマジカル・ラジオ3 DVD-BOX 通常版（2013年8月2日発売 VPBF-10930）
  - 仕様：3枚組（各ディスク92分＋特典映像)
  - 封入特典 - 24Pブックレット・ラジオしゃちほこ入構証（北原里英ver.）

## 備考
- 2012年5月15日の放送は、当番組の後に放送されている『たりないふたり』とのコラボレーションを行った。当番組に『たりないふたり』から山里亮太（南海キャンディーズ）が出演し、『たりないふたり』には当番組から木本花音（SKE48）が出演した。
- 舞台となっている「ラジオしゃちほこ」の放送周波数は名古屋との語呂合わせで758kHzとなっているが、現在の日本のAMラジオの放送周波数は全て9の倍数で割り当てられており[2]、758は9の倍数ではないため、実在しない放送周波数である。